# Pálffy János (politikus)
Tarcsafalvi Pálffy János (Tarcsafalva, 1804. január 10. – Tarcsafalva, 1857. április 13.) író, képviselőházi alelnök, országgyűlési képviselő, pénzügyminisztériumi államtitkár.

## Élete
Pálffy Elek és Pálffy Anna fia, székely primor családból származott. Iskoláinak végezte után József-nádor ezredi huszár lett. Mint hadnagy három társával beutazta Olaszország nagyvárosait. Kossuth Pesti Hirlapjába Erdődi János név alatt írt cikkeiért nyugdíjaztatnia kellett magát. Udvarhelynek közgyűlésén 1848-ban az Unió mellett legelőbb ő szólalt fel. Ama 30 székelyt, akiket a közgyűlés azért küldött Teleki József grófhoz, Erdély kormányzójához, hogy a rendkívüli európai események tekintetéből május 30-ára az erdélyi országgyűlést összehívja, ő vezette, s amikor a kormányzó a kihallgatás után megjegyezte: nem érti Udvarhelynek 30 küldöttének követelő eljárását, Pálffy azt felelte rá: "Eljövünk mi, kegyelmes úr! majd harmincezeren is..." Őt e szék előbb az 1848-as erdélyi, utóbb a július 2-ai pesti országgyűlésre képviselőjéül választotta meg. A hozott Unió-törvényt ő és Weisz Farkas vitte megerősítés végett Innsbruckba V. Ferdinánd királyhoz. A pesti országgyűlés Erdély részéről képviselőházi alelnökké választotta. Volt pénzügyminiszteri államtitkár az első honvédelmi bizottmánynál és a Kazinczy Gábor által alkotott békepártnak tagja. A debreceni országgyűlésnek július 21-ig volt tagja. A lefegyverzés után Haynaunál jelentkezett és 1850. február 25-én az Újépületben zárták el. Haynau ismeretes kegyelmezési ténye nemsokára kiszabadította őt fogságából; azonban szelleme és kedélye beteg maradt. 1850-51-ben a pesti Vadászkürt Szállodában, lakott báró Kemény Zsigmonddal. Haza nem mehetett, 1851-ben Sátoraljaújhelyet jelölték ki számára kényszerlakhelynek. Itt naplót írt és életkép írásába fogott Kendi Ferencz címmel. 1856 őszén engedték haza szülőfalujában, ekkor már súlyos tüdőbeteg volt. 1857. január 20-án írta meg végrendeletét, amelyben nőtlen lévén, összes vagyonát, 15 000 pengőforintot az erdélyi múzeumnak hagyta.

## Írásai
Politikai leveleket írt az Erdélyi Hiradóba; 1840-41-ben három kisebb regényt írt és adott ki: kettőt Szentiváni Mihály Remény cz. zsebkönyvében (1840. Kendefi Dénes és Tengeri mátkák), egyet az Erdélyi Hiradó cz. politikai lap Nemzeti Társalkodó czímű melléklapjában (A siró örvényei); a debreczeni Esti Lapban a köztársaság mellett küzdött; czikke a M. Sajtóban (1856. 3-5. sz. Hegyalja). Naplóját 1852-1853-ról, melyet bujdosásában Tarczalon és Sátoralja-Ujhelyben írt és testvérének küldött, Jakab Elek ismertette a Nemzetben (1895. 123. sz.).

### Kéziratban
A Zsadányi család c. regény I-VIII. fejezete és Tihamér c. regénye. Van egy politikai értekezése: Eszmetöredékek a keleti ügy körül. P. az 1848-49. magyar államférfiakról Emlékiratot dolgozott, melyet Mikó Imre grófnak átadott, aki az erdélyi múzeumegylet kézirattárának hagyta; Pálffy többi kéziratai is az erdélyi múzeumba kerültek.